# Edam (miasto w Holandii)
Edam – miasto w Holandii, w gminie Edam-Volendam w prowincji Holandia Północna. W 2020 r. miasto zamieszkiwało 7149 osób.
W tym mieście rozwinął się przemysł spożywczy, włókienniczy oraz maszynowy.
Region wokół miasta słynie z produkcji sera edamskiego, który wziął nazwę od nazwy miasta.
W mieście, w każdą środę rano w lipcu i sierpniu odbywa się tradycyjny targ serów będący atrakcją turystyczną. 

## Galeria

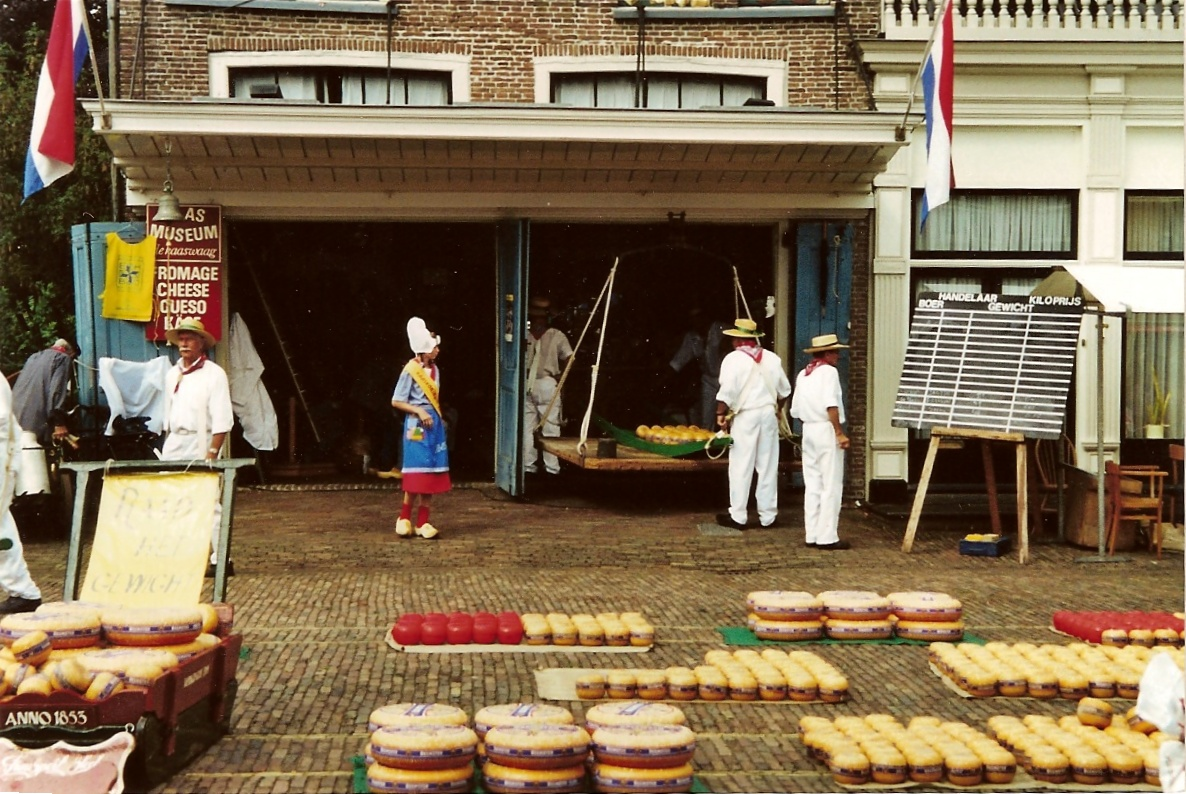
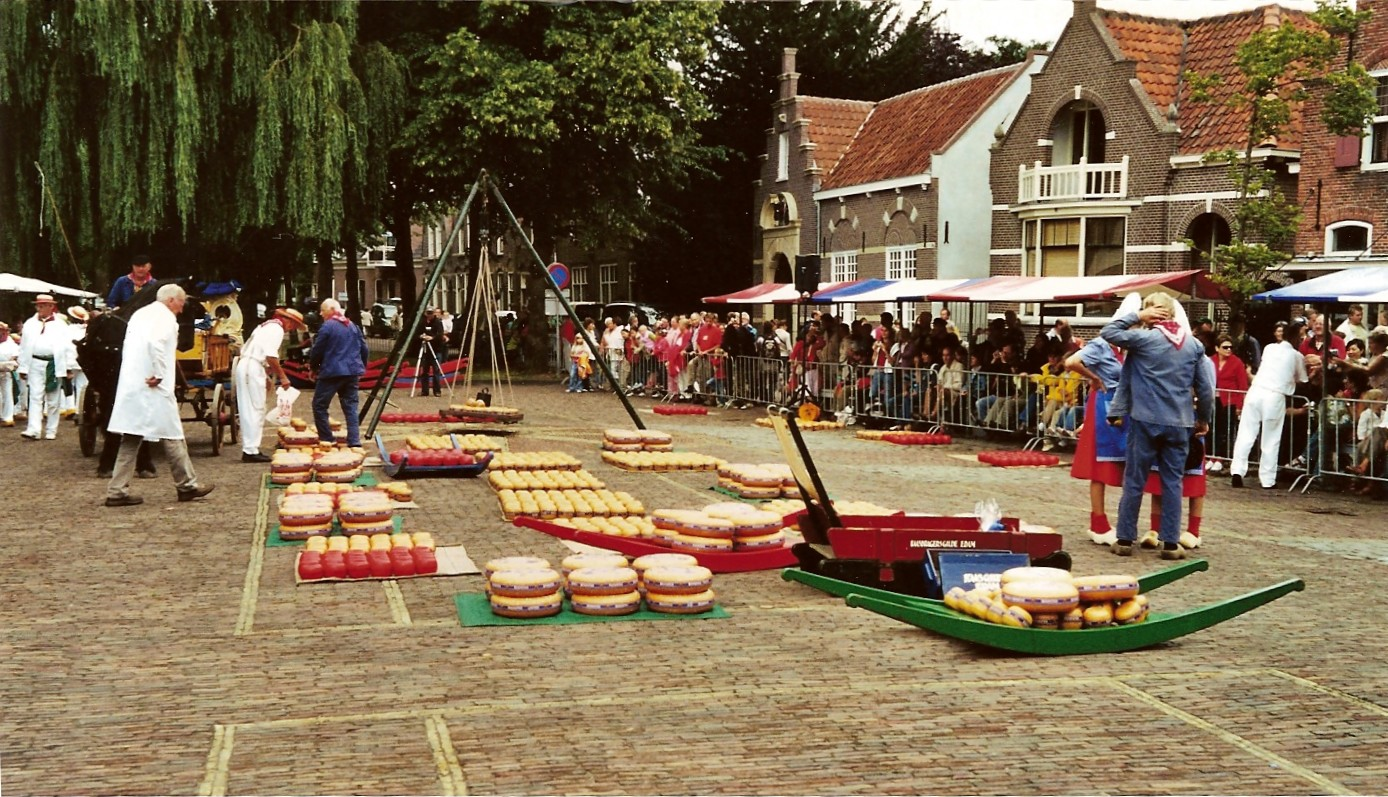
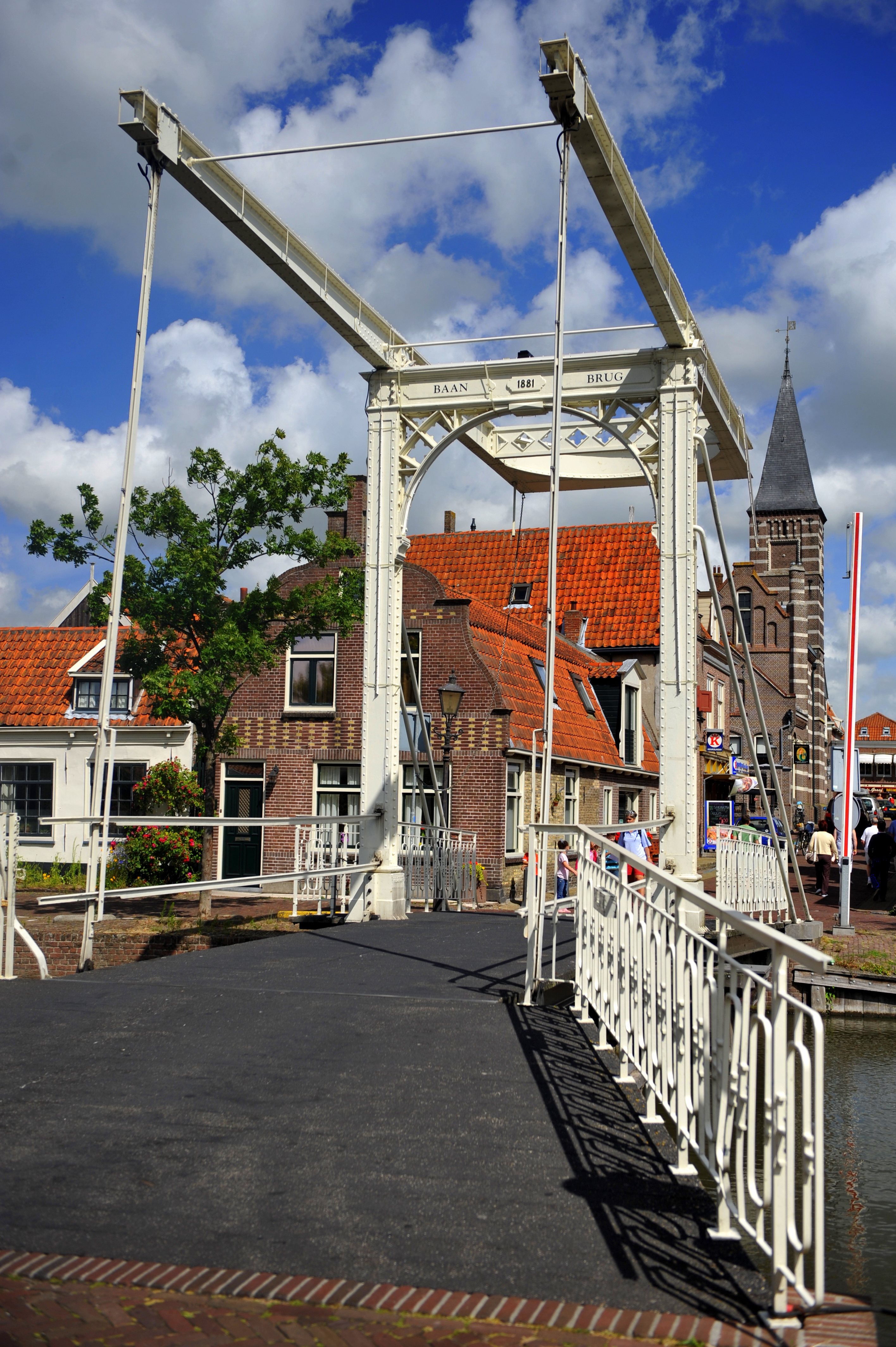
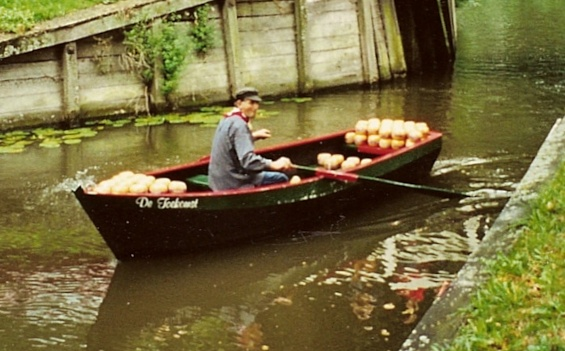
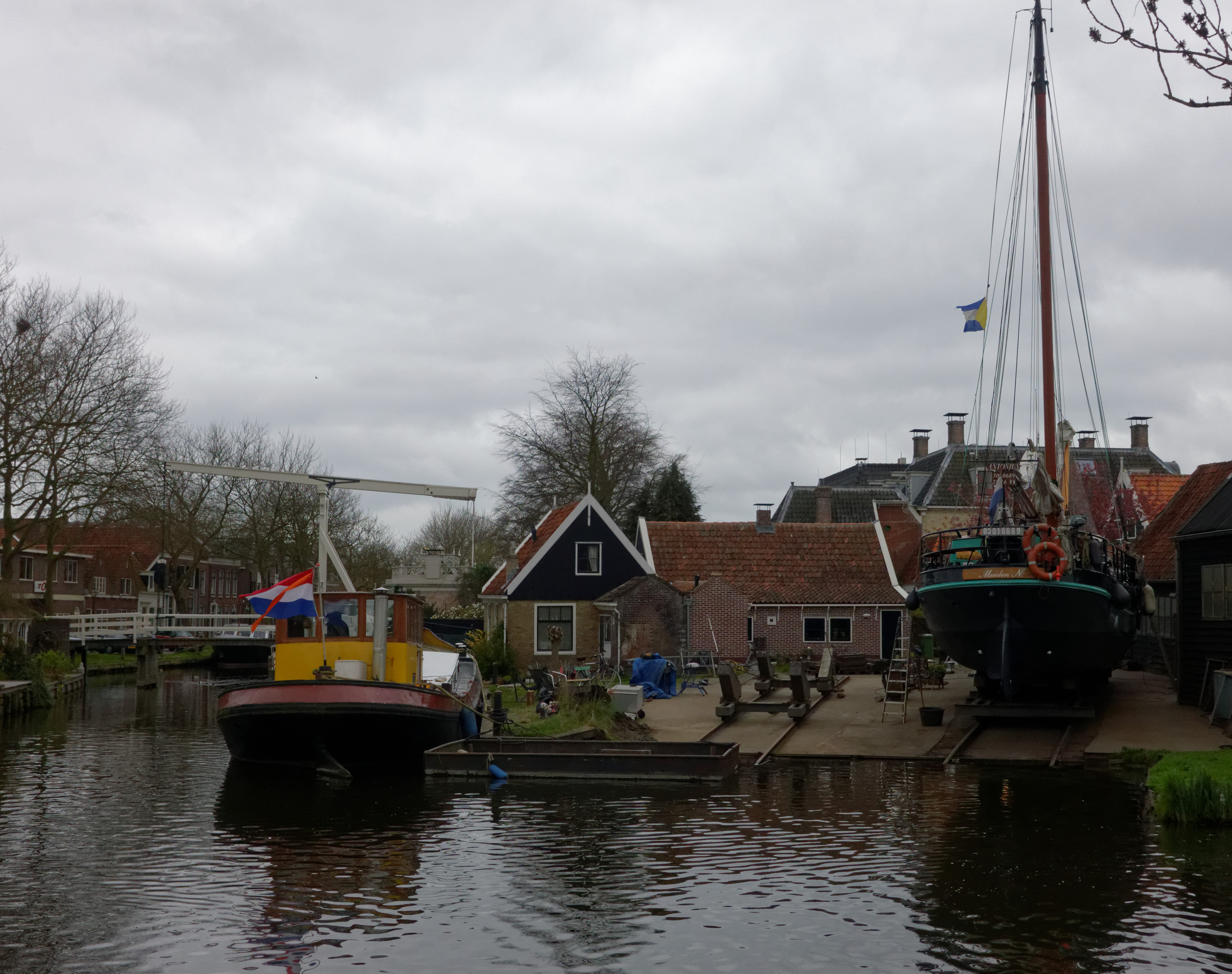